# 格萊斯頓 (貓)
格萊斯頓（英語：Gladstone）是英國的一隻黑色混種短毛貓，於2016年就任英國財政部捕鼠大臣一職。

## 生平

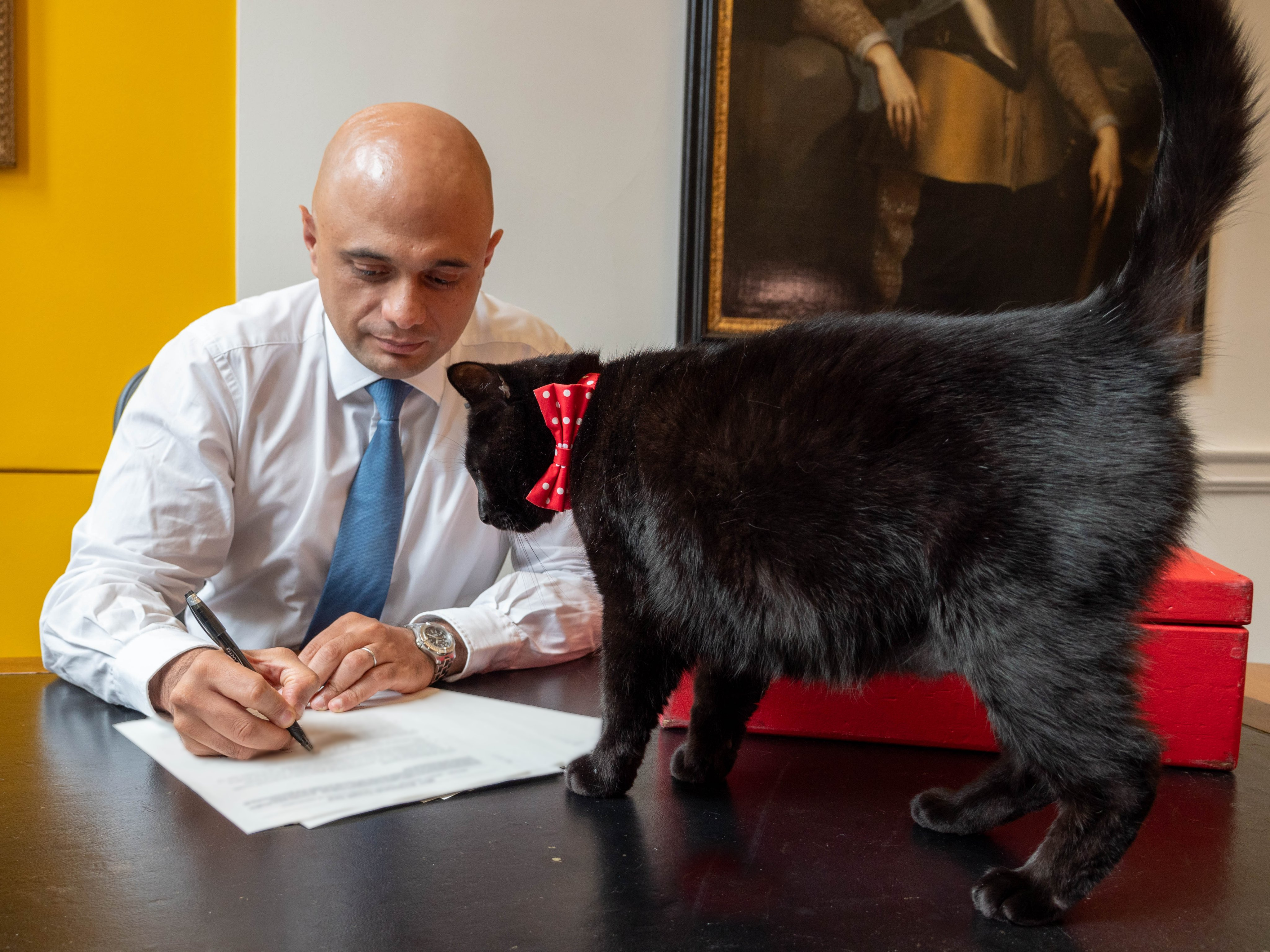
2019年，格萊斯頓及時任財政大臣薩吉德·賈偉德

格萊斯頓本是倫敦的一隻街貓，後來動保團體巴特西貓狗之家將牠收養，取名為提姆（Timmy）。
2016年6月，18個月大的牠入駐英國財政部，成為捕鼠大臣，負責抑制財政部內的鼠患。牠更名為「格萊斯頓」，以19世紀英國財相威廉·格萊斯頓的名字命名。由於英國脫歐公投的延遲，財政部在7月底才對外宣布格萊斯頓入職的消息。牠的飼養費皆是由財政部員工支付的。
當時英國政府部門還有另外兩隻捕鼠貓：首相辦公室的拉里和外交部的帕默斯頓。格萊斯頓的官方Instagram帳號在牠入職不久後便貼文稱：「我在新家的第一天，人類把我關在籠子裡，以免我跑去街上修理另外一隻叫『拉里』的捕鼠官。我可從來沒聽過這個傢伙。」
2018年9月中旬，格萊斯頓突然失蹤，財政部在西敏地區進行大規模搜索，最終將牠找回。

## 大眾文化
格萊斯頓擁有自己的官方Instagram帳號，該帳號在2016年7月設立後的短短幾天內就已有1200多名粉絲。截至2018年，已有超過一萬五千名粉絲。
2016年的倫敦開放日活動期間，財政部在格萊斯頓的領結上架設了小型攝影機，並將拍下的影片po上YouTube。

## 外部連結
- 格萊斯頓 （页面存档备份，存于）的官方Instagram帳號（英文）
- Where's Gladstone gone? （页面存档备份，存于）

| 新頭銜 | 英國財政部捕鼠大臣 2016年— | 現任 |